# 曙光赞
曙光赞又稱讚美經，在拉丁语中是“赞歌” 的意思。是日出时分的一次祈祷，旨在颂扬一天中光明的到来。此时诵唱的主要是圣诗中的赞歌部分。
根据传统的祈祷礼仪，《圣诗集》中的最后三首圣诗：148—149—150，是专门为曙光赞特选的，因此这三首圣诗应该只在曙光赞时诵唱。但在现代的日课经中，周日的曙光赞与星期日的曙光赞应该是不一样的。